# Josef Kohl (Orientalist)
Josef Friedrich Kohl (* 22. Juli 1908 in Katzengrün/Kaceřov; † 1998) war ein österreichisch-deutscher Indologe und Hochschullehrer.

## Leben und Wirken
Josef Friedrich Kohl studierte nach der Reifeprüfung 1927 in Eger zunächst von 1927 bis 1931 Biologie, Paläontologie, Physik und Mathematik an der Deutschen Universität Prag. Ab 1931 wechselte er auf die Fächer Indologie, Arabisch und Philosophie und setzte sein Studium 1933 an der Universität Bonn fort. Dort promovierte er 1937 bei Willibald Kirfel. Anschließend habilitierte er sich an dieser Universität und lehrte als Privatdozent. 1943 wurde er Dozent an der Deutschen Universität Prag. Nach der Vertreibung der Deutschen aus Tschechien begann seine Hochschullehrertätigkeit als umhabilitierter Privatdozent 1948 an der Universität Würzburg. 1957 wurde er außerplanmäßiger Professor. 1973/74 trat er in den Ruhestand, lehrte in Würzburg jedoch noch bis 1991 weiter.
In seinen Veröffentlichungen beschäftigte sich Kohl vor allem mit dem Jainismus.

## Veröffentlichungen (Auswahl)
- Zum indischen Steinkult. In: Zeitschrift der Deutschen Morgenländischen Gesellschaft, Bd. 90 (1936), S. 432–440.

- Die Sūryaprajñapti. Versuch einer Textgeschichte (= Bonner orientalistische Studien, Bd. 20). Kohlhammer, Stuttgart 1937 (= Dissertation Universität Bonn).
- Pflanzen mit gemeinsamem Körper (sādhāraņa-śarīra) nach der Lehre der Jainas. In: Zeitschrift für Ethnologie, Bd. 78 (1953), H. 1, S. 91–95.
- Zur Bedeutung des Begriffes potaja in der Zoologie der Jainas. In: Zeitschrift der Deutschen Morgenländischen Gesellschaft, Bd. 103 (1953), S. 151–155.
- Einige Bemerkungen zu den Tierlisten des jinistischen Kanons. In: Johannes Schubert (Hrsg.): Asiatica. Festschrift Friedrich Weller, zum 65. Geburtstag gewidmet. Harrassowitz, Leipzig 1954, S. 365–376.
- Einige Bemerkungen zur Zahlensymbolik und zum Animismus im botanischen System der Jaina-Kanon. In: Otto Spies (Hrsg.): Studia Indologica. Festschrift für Willibald Kirfel zur Vollendung seines 70. Lebensjahres (= Bonner orientalistische Studien, N.F., Bd. 3). Orientalisches Seminar der Universität Bonn 1955, S. 125–135.
- Das physikalische und biologische Weltbild der indischen Jaina-Sekte (= The Jaina Academy publications, Bd. 3). World Jain Mission, Aliganj 1956.
- Ein Beitrag zum indischen Giftmädchenmotiv. In: Zeitschrift der Deutschen Morgenländischen Gesellschaft, N.F., Bd. 34 (1959), H. 2, S. 324–339.